# Admilson Furtado
Admilson Estaliny Lopes Furtado, más conocido como Admilson Furtado, (Tarrafal, 30 de septiembre de 1995) es un jugador de balonmano caboverdiano que juega de extremo derecho. Es internacional con la selección de balonmano de Cabo Verde.
Con la selección de Cabo Verde disputó el Campeonato Mundial de Balonmano Masculino de 2021, el primero para su selección.

## Palmarés internacional
| Campeonato Africano | Campeonato Africano | Campeonato Africano | Campeonato Africano |
| Año                 | Lugar               | Medalla             |                     |
| ------------------- | ------------------- | ------------------- | ------------------- |
| 2022                | Egipto              | Medalla de plata    |                     |